# Pachymitus
Pachymitus é um género botânico pertencente à família Brassicaceae.